# Nic Muscroft
Nic Muscroft est un surfeur professionnel australien né le 12 août 1982 à Geelong, Victoria.

## Biographie
Nic Muscroft est le surfeur australien qui a patiemment attendu son temps pour arriver sur l'ASP World Tour. Originaire de la Mecque du surf en Australie : Torquay, Nict a grandi avec les aspirations d'une journée à surfer à Beach Bells pour le Rip Curl Pro.
Les puissants rouleaux du sud de Victoria ont servi de terrain d'entraînement à Nico.
En 2007 il termine 21e du 2007 et premier non qualifié pour l'WCT 2008 mais l'ASP le désigne comme remplaçant. Il participera ainsi à 8 épreuves en remplacements d'Aritz Aranburu ( Pays basque) et Damien Hobgood ( États-Unis). Il termine la saison 46e et dernier mais sa 8e place au WQS 2008 le qualifie pour le Championnat 2009.

## Carrière

### Victoires
- 2008 : La Santa Surf Pro, Lanzarote, îles Canaries (WQS)
- 2007 : No Fear Mexican Surf Fiesta, San Miguel, Mexique (WQS)

### Sa saison 2009 ASP World Tour
2009 est sa 1re année dans l'ASP World Tour
| Date                      | Compétition                   | place | points |
| ------------------------- | ----------------------------- | ----- | ------ |
| 28 février-11 mars        | Quiksilver Pro                | 17    | 410    |
| 7 avril-19 avril          | Rip Curl Pro Surf             | 33    | 225    |
| 9 mai-20 mai              | Billabong Pro Teahupoo        | 33    | 225    |
| 27 juin-5 juillet         | Hang Loose Santa Catarina Pro | 33    | 225    |
| 9 juillet-19 juillet      | Billabong Pro Jeffreys        | 17    | 410    |
| 11 septembre-20 septembre | Hurley Pro 2009               |       |        |
| 23 septembre-4 octobre    | Quiksilver Pro France         |       |        |
| 5 octobre-17 octobre      | Billabong Pro                 |       |        |
| 19 octobre-28 octobre     | Rip Curl Pro Search           |       |        |
| 8 décembre-20 décembre    | Billabong Pipeline Masters    |       |        |
|                           | classement provisoire         | 40    | 1795   |

Actuellement en position de non-requalifié pour l'ASP World Tour 2010